# シュモクザメ
シュモクザメ（撞木鮫、双髻鯊、犁頭魚、英: Hammerhead shark、単にHammerheadとも）はメジロザメ目のシュモクザメ科（Sphyrnidae）に属するサメの総称。別名カセブカ（桛鱶）。

## 特徴

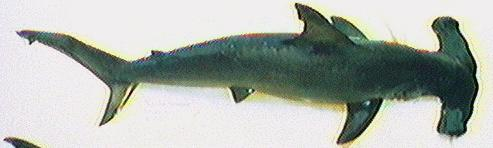
真上から見たシュモクザメ

頭部が左右に張り出してその先端に目と鼻孔があり、鐘や鉦（和楽器）を打ち鳴らす丁字形の撞木（しゅもく）のような頭の形をしていることから「撞木鮫」、英語では頭を金槌に見立てて「Hammerhead shark」（金槌頭のサメ）と呼ばれている。この横に張り出た部分にはロレンチーニ瓶と呼ばれる微弱な電気を感知する器官があり、シュモクザメは他種のサメに比べて非常に発達したロレンチーニ器官を持っている。しかしシュモクザメの目は離れすぎているため真正面は死角になってしまっている。
アカシュモクザメなどの特に頭部が左右に長い種では、30-50°に及ぶ広い立体視角を持つ（通常のサメは10°程度）。その代償として頭部正面に広い死角ができるが、頭部を左右に振ることでこれを補っていると考えられる。
サメとしてはめずらしく群れを成して行動する。その数は時には数百匹の単位に及ぶことがある。なぜ群れを作るかは謎とされている。

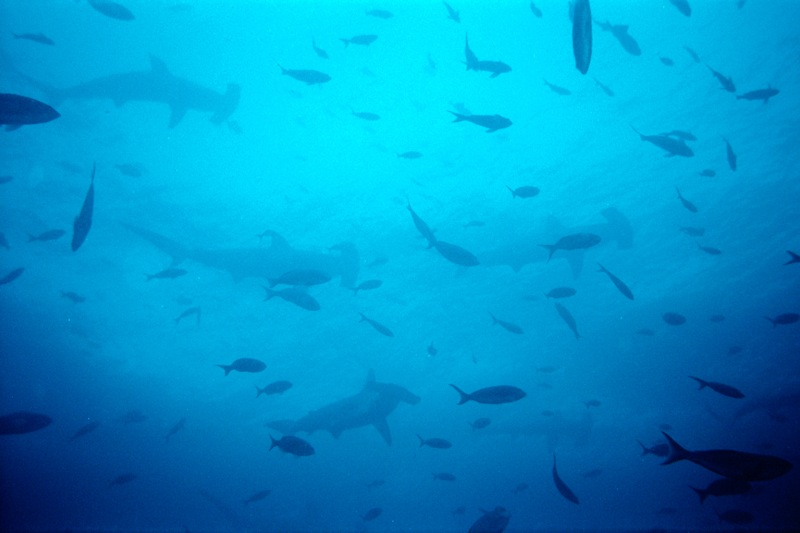
シュモクザメ, ガラパゴス諸島.

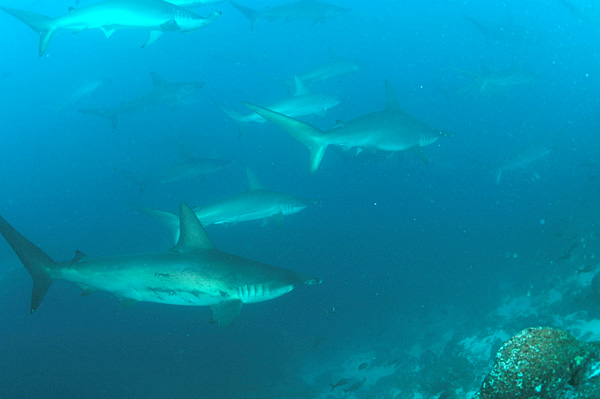
シュモクザメ, ガラパゴス諸島.

### 単性生殖
単性生殖で出産したシュモクザメがいる事が確認された。
- アメリカネブラスカ州の動物園「Henry Doorly Zoo」の中にある水族館において、メスだけで飼われていた3匹のシュモクザメのうちの1匹が2001年12月に出産（3年間、オスと接触していない）。
  - なお、サメのメスは、オスの精子を6カ月以上体内に保存する事が可能である。
- 生まれた子どもは別の魚に殺されてしまったが、残された細胞のDNAを分析したところ、父親のDNAの形跡は全く存在せず、母親のDNAだけ引継いでいた。
- 以上は、フロリダ州のノヴァ・サウスイースタン大学（英語版）と、北アイルランドのクイーンズ大学ベルファストの研究者らの共同研究によるもの。
- 共同研究者の一人で、フロリダ州ノヴァ・サウスイースタン大学のGuy Harvey Research InstituteのMahmood Shivji所長は、「これまでにも、オスのいない環境でサメが出産した事例が何件か報告されていた」と述べている。

## 人との関わり
はっきりとシュモクザメによる人的被害と断定された事例はほとんどない。日本では夏に海水浴場の沖合に出没することがあり、監視や捕獲禁止、遊泳禁止などの対策が取られている。
漁民の操業中に漁獲物・漁具を横取りされる・損傷を受ける食害被害が多く発生している。東京都八丈島周辺海域で漁獲された出現種組成ではシュモクザメは計8%となっており、他のサメと共にハマトビウオへの食害被害の原因となっていると推測されている。
積極的なサメ対策としては、延縄漁業においてサメ被害が報告されている鹿児島県薩南海域で電気パルスを用いたサメ撃退装置を試験操業するなどしている。
食材としては高級食材フカヒレの材料とされており、絶滅危惧種であるアカシュモクザメも含まれ、2011年現在、世界中で年間7,300万匹が捕獲されている。2013年3月11日にはこれらの乱獲に歯止めをかけるべく、タイの首都バンコクで開かれた『野生生物の国際取引に関するワシントン条約の締約国会議』で、ヨゴレザメ、シュモクザメ（3種）、ニシネズミザメが規制対象に加えられた。

## 分類

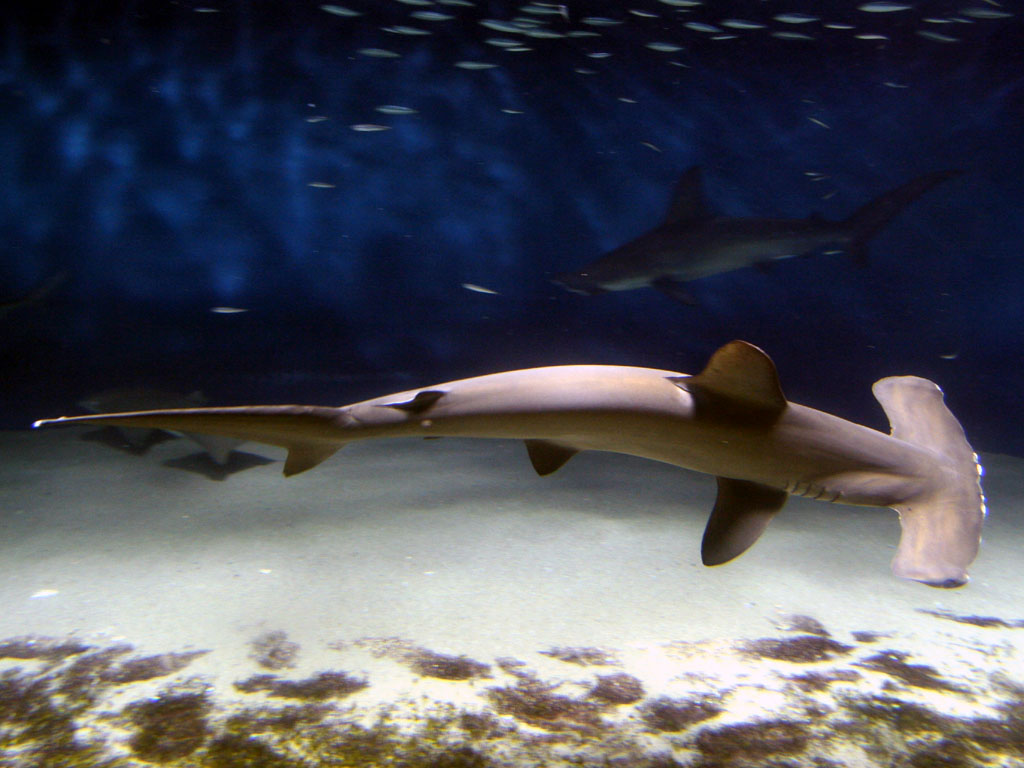
アカシュモクザメ

2属9種が属する。内部の系統関係についてはインドシュモクザメの位置を含めてはっきりした結果が得られていないが、ウチワシュモクザメ・ナミシュモクザメ・Sphyrna media ・Sphyrna corona の4種は、小型であること、幅の狭い頭部を持つこと、類似した分布域を持つことなどの共通点があり、分子系統解析の結果からも単系統群となると考えられている。
- インドシュモクザメ属 Eusphyra
  - Eusphyra blochii (Cuvier, 1871) インドシュモクザメ 英名：Winghead shark - インド太平洋。
- シュモクザメ属 Sphyrna
  - Sphyrna zygaena (Linnaeus, 1758) シロシュモクザメ 英名：Smooth Hammerhead - 全世界の温帯から熱帯。
  - Sphyrna mokarran (Rüppell, 1837) ヒラシュモクザメ 英名：Great Hammerhead - 全世界の暖温帯から熱帯。
  - Sphyrna lewini (Griffith & Smith, 1834) アカシュモクザメ 英名：Scalloped Hammerhead - 全世界の暖温帯から熱帯。
  - Sphyrna gilberti Quattro, Driggers III, Grady, Ulrich & Roberts, 2013 英名：Carolina hammerhead - サウスカロライナ州で発見された個体を基に、アカシュモクザメから分離された[16]。
  - Sphyrna corona 英名：Scalloped Bonnethead  - 東部太平洋。
  - Sphyrna tiburo ウチワシュモクザメ 英名：Bonnethead - 西部大西洋・東部太平洋。
  - Sphyrna media 英名：Scoophead - 西部大西洋・東部太平洋。
  - Sphyrna tudes ナミシュモクザメ 英名：Smalleye Hammerhead - 地中海・西部大西洋・東部太平洋。